# Gare de Marmoutier
La gare de Marmoutier est une ancienne gare ferroviaire française de la ligne de Sélestat à Saverne, située sur le territoire de la commune de Marmoutier, dans le département du Bas-Rhin, en région Grand Est.
Situé sur une portion de ligne mise en service en 1877, le bâtiment de la gare est reconverti en locaux associatifs.

## Situation ferroviaire
Établie à 242 mètres d'altitude, la gare de Marmoutier se situait au point kilométrique (PK) 57,183 de la ligne de Sélestat à Saverne entre les gares fermées de Romanswiller et d'Otterswiller.

## Histoire
La section de Wasselonne à Saverne est mise en service le 1er août 1877 par la Direction générale impériale des chemins de fer d'Alsace-Lorraine (EL) qui inaugure le même jour la section de Barr à Sélestat transformant l'ancien chemin de fer vicinal construit en 1864 par les Chemins de fer de l'Est en un itinéraire stratégique contournant Strasbourg. La gare porte alors le nom germanisé de « Maursmuenster ». Après la défaite allemande de 1918, l'État français crée l'Administration des chemins de fer d'Alsace et de Lorraine (AL).
La Société nationale des chemins de fer français (SNCF) met fin aux dessertes voyageurs entre Molsheim et Saverne en 1969 et les trains de marchandises désertent le tronçon entre Romanswiller et Marmoutier qui est officiellement déclassé le 14 janvier 1972. Le trafic de marchandises sur la ligne persiste depuis Saverne mais cette section est déclassée à son tour le 17 septembre 1980, la voie est déposée en février 1984.

## Patrimoine ferroviaire
Le bâtiment voyageurs (BV) appartient au même plan type standard que celui de la gare de Romanswiller (se reporter à une description plus détaillée de ce dernier). Bâti en pierre de taille, il possède une tour d'horloge, une aile basse à gauche du corps de logis et la halle à marchandises, positionnée à droite, est accolée au BV. L'annexe servant de lampisterie se trouve sur la gauche.
Inutilisé à la fin des années 1970, il sera employé comme studio par le groupe de hard-rock Silvertrain, qui tire son nom de la gare.
Appartenant à la SNCF, il a par la suite été racheté par la mairie qui y a implanté la Communauté De Communes Pays Marmoutier Sommerau. Les combles et la partie marchandises ont été aménagées. Des infrastructures sportives ont remplacé les voies disparues.